# Pineapple Army
 Pineapple Army (パイナップルARMY Painappuru āmī?) es una manga escrito por Kazuya Kudo e ilustrado por Naoki Urasawa, que fue publicado originalmente en la revista Big Comic Original  de la editorial Shōgakukan desde 1986 a 1988. Los volúmenes fueron publicados en 8 tankōbon. El manga está licenciado en Francia por Glénat Editions,  en España por Planeta DeAgostini, y en Suecia por Epix Förlag.

## Reseña
Jed Goshi, un veterano militar estadounidense de origen japonés de la guerra de Vietnam se retiró del trabajo mercenario para ser de instructor de combate por petición para enseñar a los civiles que desean defenderse.